# Kiełpin (województwo mazowieckie)
Kiełpin – wieś w Polsce położona w województwie mazowieckim, w powiecie warszawskim zachodnim, w gminie Łomianki. Tworzy jedno sołectwo wraz z Kiełpinem Poduchownym.
Według stanu na dzień 31 grudnia 2008 sołectwo Kiełpin ma powierzchnię 297,4 ha i 1381 mieszkańców.
Wieś szlachecka położona była w 1580 roku w powiecie warszawskim ziemi warszawskiej województwa mazowieckiego.

## Nazwa
Słowo kiełp to prasłowiańskie określenie łabędzia. Nazwę należy wiązać z występowaniem tu tych ptaków. Pierwsza pisana wzmianka o miejscowości pochodzi z 1426 roku.

## Położenie
Kiełpin leży na skraju tarasu zalewowego Wisły na żyznych madach nadwiślańskich. Znajduje się na północ od Łomianek i na południe od Dziekanowa Polskiego oraz gminy Czosnów. Na północnym skraju wsi znajduje się Jezioro Kiełpińskie.

### Granice sołectwa Kiełpin
Granice sołectwa wyznaczają obszar ograniczony:
- od zachodu granicą sołectwa Dziekanów Leśny wzdłuż ulicy Kolejowej i dalej granicą sołectwa Dziekanów Bajkowy wzdłuż osi ulicy Wiklinowej i dalej wzdłuż osi ulicy Rolniczej, do ulicy Sienkiewicza, dalej przez tereny rolne do osi ul. Przy Jeziorze równolegle do ulicy Rolniczej. Dalej przez tereny rolne wzdłuż granicy sołectwa Dziekanów Polski do ul. Brzegowej.
- od północy granicą sołectwa Kępa Kiełpińska wzdłuż osi ul. Brzegowej do ul. Armii Poznań,
- od wschodu granicą sołectwa Łomianki Chopina wzdłuż ulicy Armii Poznań do granicy miasta Łomianki i dalej granicą miasta Łomianki do ulicy Kolejowej.

## Historia
Teren ten zamieszkały był już w X–XI w. i istniało tu osadnictwo związane z traktem z Czerska do Płocka.
Miejscowość od końca XIII wieku należała do rodu Nałęczów z Nowego Dworu, którzy prawdopodobnie posiadali tu swój dwór. Około 1426 Kiełpin był w posiadaniu Ścibora z Sąchocina herbu Rogala, marszałka dworu księcia mazowieckiego Janusza I. Po śmierci Ścibora Kiełpin z połową dóbr przypadł jego synowi Janowi Sąchockiemu z Obrębu, który w 1444 sprzedał go swojemu kuzynowi Janowi z Węgrzynowa herbu Rogala, marszałkowi dworu księcia mazowieckiego Bolesława IV, późniejszemu wojewodzie mazowieckiemu (1466–1472).
8 lutego 1461 w Jeżowie biskup poznański Andrzej Bniński wydzielił teren nowej parafii z dotychczasowej parafii w Łomnach Wielkich, erygował parafię w Kiełpinie oraz poświęcił drewniany kościół fundacji Jana z Węgrzynowa.
W 1603 roku parafia w Kiełpinie prowadziła szkołę, znajdującą się przy budynku plebanii, a sama parafia liczyła 300 osób. W 1792 roku na skutek wylewów Wisły, kościół w Kiełpinie uległ znacznym zniszczeniom. W 1864 roku spłonął dach i dzwonnica. W wyniku powodzi kościół uległ zniszczeniu i w 1924 r. nastąpiło przeniesienie parafii do Łomianek. Parafia Kiełpin liczyła w końcu XIX wieku 900 mieszkańców. Nowy budynek kościoła powstał w 1926 w Łomiankach, następnie uszkodzony w czasie II wojny światowej, po wielu remontach rozebrany w 2003 roku.
Wieś od XIX wieku znajdowała się w powiecie warszawskim w gminie Młociny. Po włączeniu Młocin do Warszawy w latach 50. XX wieku powstała gmina Łomianki, do której obecnie należy wieś Kiełpin. W latach 1975–1998 miejscowość administracyjnie należała do województwa warszawskiego.
W 2004 erygowany został w Kiełpinie dom prowincjalny bł. Damiana de Veuster zakonu sercanów bialych przy ul. Rolniczej 219 wraz z pół-publiczną kaplicą bł. Damiana, od 2008 odbywają się tu publiczne msze święte.

## Sport i rekreacja
We wsi znajduje się plac zabaw i skatepark (róg ul. Cienistej i ul. Rolniczej), gdzie w 2012 powstał dwufunkcyjne boisko (do koszykówki i siatkówki) o wymiarach 24 × 33 m o sztucznej nawierzchni. Drugi plac zabaw dla osiedla Łomianki Górne znajduje się przy ul. Mokrej 12 przy granicy Łomianek i Kiełpina.
Dodatkowo przez teren wsi przechodzą dwie ścieżki rowerowe – wzdłuż ulicy Warszawskiej i Ogrodowej.

## Zabytki
Wpisane do rejestru zabytków nieruchomych:
- cmentarz rzym.-kat., pocz. XIX w.; nr rej.: 1376 z 26.07.1989
- dzwonnica, drewn. po 1930; nr rej.: jw.

### Cmentarz
Na miejscowym cmentarzu, oprócz nagrobków rodziny de Poths (ostatnich dziedziców Łomianek), znajdują się także:
- mogiły 2500 żołnierzy 39 oddziałów Armii „Poznań” i „Pomorze”, którzy zginęli w dniach 19 i 22 września 1939 pod Wólką Węglową i w Łomiankach, a wśród nich tablice poświęcone pamięci żołnierzy z jednostek:
  - 21 Pułku Ułanów Nadwiślańskich
  - 6 Pułku Strzelców Konnych z Żółkwi
  - 14 Pułku Ułanów Jazłowieckich (105 poległych)
- pomnik ku czci załogi amerykańskiego bombowca B-17G „Do zobaczenia” por. Francisa Akinsa zestrzelonego 18 września 1944 nad Dziekanowem Leśnym
- pomnik ku czci ofiar Katynia